# Hanumanahalli, Kanakapura
Hanumanahalli là một làng thuộc tehsil Kanakapura, huyện Ramanagara, bang Karnataka, Ấn Độ.